# 山梨文化会館
山梨文化会館（やまなしぶんかかいかん）
1. 山日YBSグループを統括し、2.を拠点とし管理も行っている「株式会社山梨文化会館」。
2. 1.が管理し本社を置いている山梨県甲府市に所在する建築物。本項で詳述する。

山梨文化会館（やまなしぶんかかいかん）は、山梨県甲府市北口にある建築物である。DOCOMOMO JAPAN選定 日本におけるモダン・ムーブメントの建築選定作品。

## 概要
丹下健三の設計により1966年に竣工。山梨県内の総合情報産業グループである山日YBSグループが総合管理とビル管理を行っている。建物の特徴は、いくつかの円柱と梁とで支えられた建物で、構造的にフロアを仕切る壁などを配置する必要がなく自由な間取りが可能である。また、円柱や梁などを追加することによりフロアを増改築することが容易で、実際上層階の増築や郊外に移転したサンニチ印刷の新聞輪転機跡に床を張りテレビの新スタジオを設置するなど改修が行われており、竣工時は18,085m2だった延床面積は現在21,885.85m2まで拡張されている。設計者の丹下もこの建物を気に入っており、自身の代表作の1つとしてこの建物を取り上げている。
甲府駅構内・舞鶴陸橋上から見える建物南側の壁面上部には電光掲示板が設置されており、山日ニュース、県内の天気予報、全国ネットを含むYBSの番組案内、イベント案内などの文字情報が随時流れている。この電光掲示板の直下にYBSラジオ・アルックススタジオがあることが確認できる。
建物屋上からはYBSテレビアナログ放送が「甲府北口中継局」として45chで送出されていた（映像10W、音声2.5W）が、北口周辺でも本局（坊ヶ峰）アナログ5chが容易に受信可能なロケーションであった。デジタル放送の中継は予定されていない。
2015年より丹下建築では初となる免震化工事（免震レトロフィット工事）が元施工の後継会社である三井住友建設によって開始され、2016年末に完了している。

## 入居企業

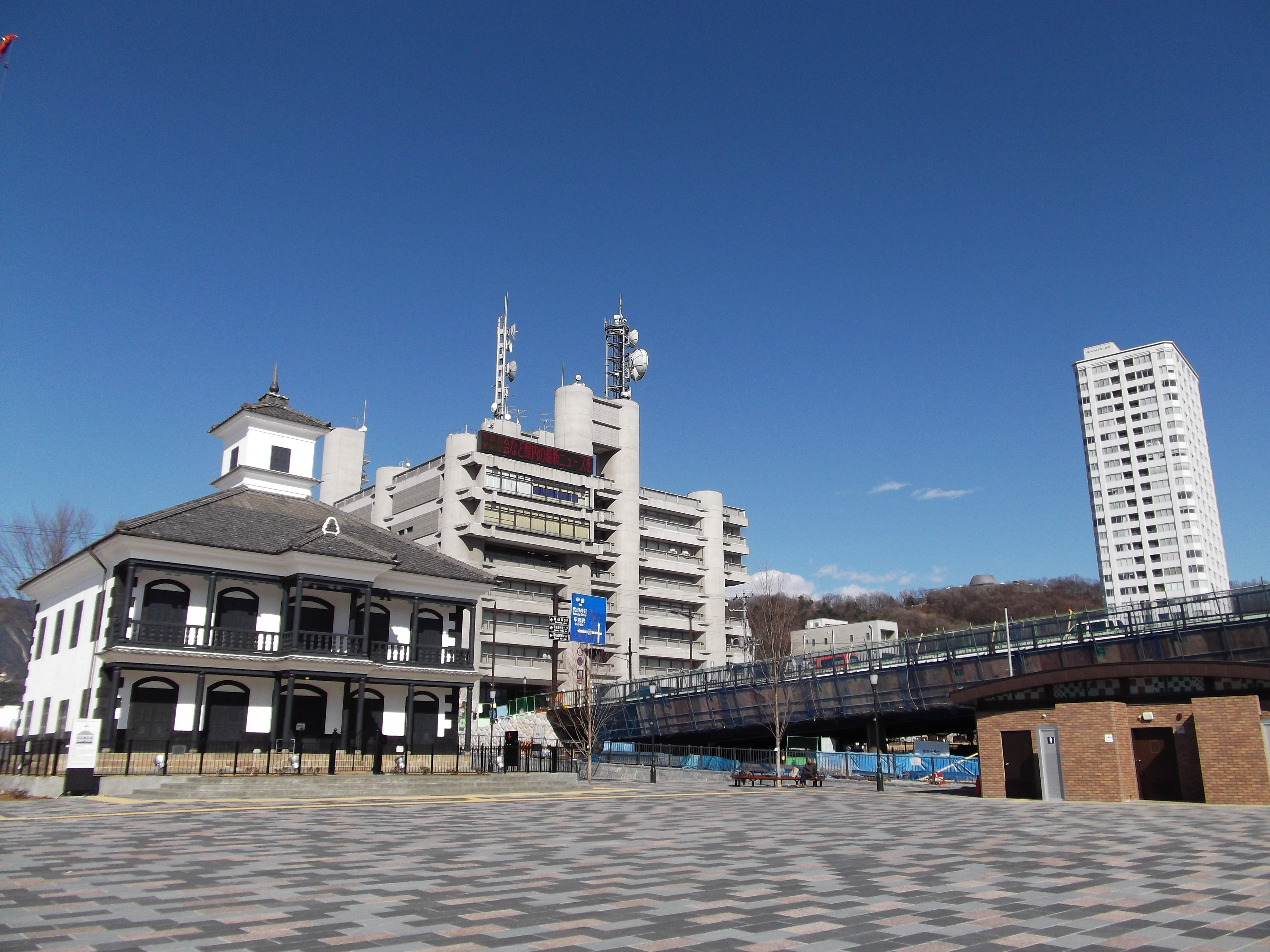
甲府駅北口より。2011年1月。

いずれも山日YBSグループの企業である。
- 株式会社山梨文化会館
- 山梨日日新聞社
- 山梨放送
- アドブレーン
- YBS T&L
- タウン企画
- デジタルビジョン
- ファーストビジョン
- ウインテックコミュニケーションズ

## 山梨文化会館が登場する作品
MEMORIES
オムニバス形式の「最臭兵器」にてオープニングに登場。また、主人公が屋上で旗（甲府市旗）を振り救助を求めているシーンがある。
傷物語
劇場版の〈I 鉄血篇〉にて学習塾施設跡（廃墟）のモデルとなっている。

## 交通アクセス
- 甲府駅北口より徒歩2分。甲府駅バスターミナル（甲府駅南口）から向かう場合は甲府駅自由通路を渡り徒歩5分。
- 中央自動車道甲府昭和インターチェンジより車10分。